# Proxima (gruppo musicale)
I Proxima sono stati un gruppo musicale italiano, attivo dal 1987 al 1999.

## Storia del gruppo
Nascono nel 1987 dal sodalizio artistico di Stefania Martinelli (voce ed autrice dei testi), Andrea Majocchi (tastiere e compositore delle musiche) ed Alberto Deponti (chitarre).
Da iniziali tentativi musicali nell'ambito del filone electropop-new wave cantati in lingua inglese si spostano poi verso un genere più melodico cantato in italiano, nel quale però cercano di mantenere le loro originali influenze. Grazie alla guida del loro produttore Gianpiero Scussel, dopo circa un anno di lavoro di preparazione di un repertorio, approdano alla PDU-EMI.
Massimiliano Pani è il loro produttore esecutivo per la realizzazione del primo album e del loro singolo Oh dolce amor, con il quale partecipano al 40º Festival di Sanremo nella sezione Novità.
Eliminati dal festival dopo la prima serata, riscuotono ugualmente un buon interesse presso la stampa e le radio che non approvano la loro eliminazione. Pertanto nel 1990 i Proxima girano l'Italia con varie interviste nelle radio e partecipano a diverse trasmissioni televisive su reti nazionali, raggiungendo la loro massima popolarità.
Nel 1991 sono invitati in Canada da Chin Radio per una serie di concerti presso l'Italian Celebration Festival organizzato a Toronto.
L'anno successivo, nel 1992, realizzano il loro secondo album Extro, pubblicato da RTI Music. L'album passò praticamente inosservato, ma uno dei brani che conteneva, intitolato Rossa bocca, diventa un piccolo successo discografico che guadagna una certa accoglienza tra i pezzi radiofonici legati all'estate di quell'anno. Ancora percorrono tutta l'Italia delle radio, partecipano a trasmissioni TV e realizzano un video del singolo Ridammi la bici trasmesso da Videomusic.
Fino al 1996 continuano un'attività di concerti come cover band (attività che hanno sempre tenuto viva in modo parallelo alla loro storia artistica) e propongono nuove composizioni a diverse etichette discografiche senza riuscire a realizzare un nuovo album. Nel 1999 il gruppo si è sciolto.